# تشاك غرينبيرغ
تشاك غرينبيرغ (بالإنجليزية: Chuck Greenberg)‏ هو عازف جاز أمريكي، ولد في 25 مارس 1950 في شيكاغو في الولايات المتحدة، وتوفي في 4 سبتمبر 1995.

## وصلات خارجية
- تشاك غرينبيرغ على موقع ميوزك برينز (الإنجليزية)
- تشاك غرينبيرغ على موقع أول ميوزيك (الإنجليزية)
- تشاك غرينبيرغ على موقع ديسكوغز (الإنجليزية)